# Peace Caesar F-16 program

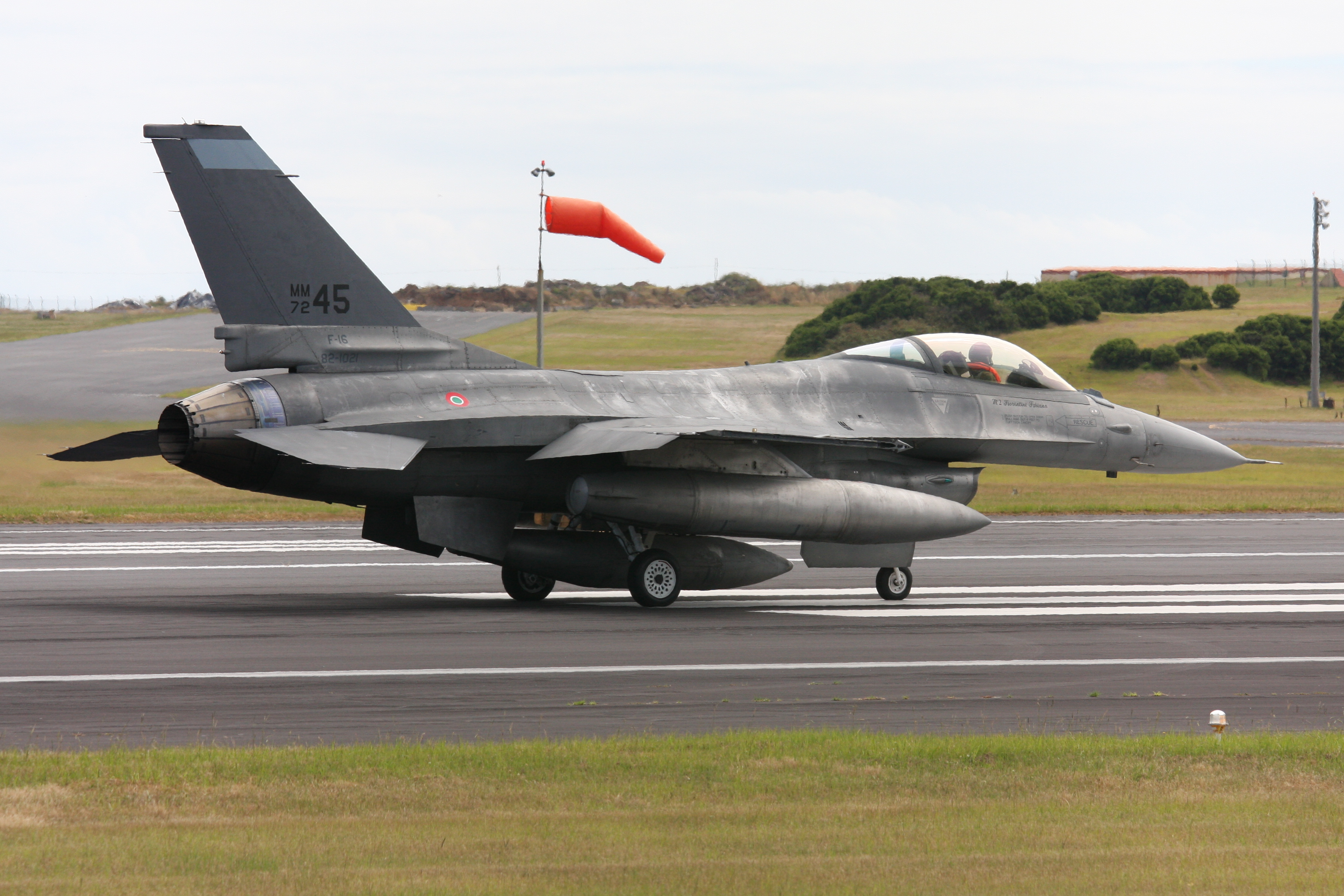
Un F-16 con i colori dell'Aeronautica Militare ripreso nell'agosto del 2010

Peace Caesar è stato il nome del programma di leasing per l'utilizzo da parte dell'Aeronautica Militare di 34 aerei da combattimento multiruolo General Dynamics (poi Lockheed Martin) F-16 Fighting Falcon di proprietà statunitense, da impiegare per la protezione dello spazio aereo italiano. Gli aerei sono entrati in servizio nel 2003 e sono stati restituiti alla USAF entro il mese di maggio 2012, quando il programma ha avuto termine.

## La seriePeacedi vendite militari

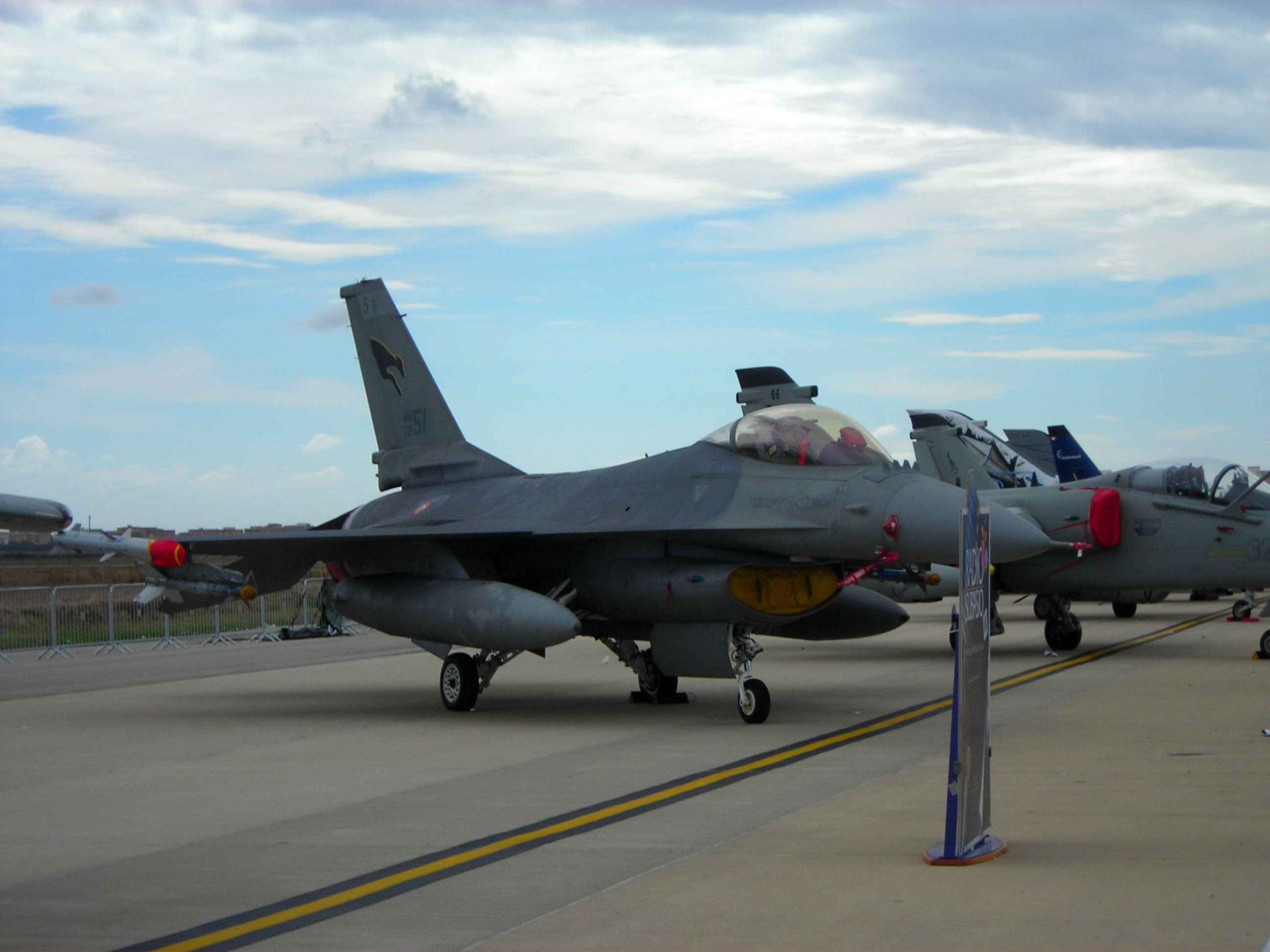
F-16 in mostra alla Giornata Azzurra 2006 all'aeroporto di Pratica di Mare (Roma)

La United States Air Force (USAF), l'aeronautica militare degli Stati Uniti d'America, e quattro dei suoi partner NATO: Belgio, Danimarca, Paesi Bassi e Norvegia, le cui aeronautiche militari sono dette European Participating Air Forces (EPAF), sono gli operatori primari dell'F-16 Fighting Falcon. A seguito di contratti  Foreign Military Sales (FMS) molte altre forze aeree hanno in seguito acquisito questi aerei. La maggior parte di queste nazioni, continua ad utilizzarli alla data del 2012. Esiste ancora una domanda di F-16 a tutt'oggi e molte aeronautiche militari sono interessate alla sostituzione dei vecchi aerei della propria flotta con F-16. Poiché l'USAF ha continuamente aggiornato i suoi Falcon in dotazione, talvolta vende esemplari che considera obsoleti come "surplus" Excess Defense Articles (EDA) o come complete knock down, cioè aerei totalmente disassemblati da utilizzare come fonte di pezzi di ricambio.
Di rapporti con paesi stranieri interessati ad acquisti via FMS si occupa l'agenzia del dipartimento della difesa degli Stati Uniti Defense Security Cooperation Agency. Ad oggi, i più importanti acquirenti di F-16 sono la Corea del Sud, la Turchia, Israele e la Grecia. Il programma coreano si chiama PEACE BRIDGE, in tre fasi dal 1986 al 2004, per un totale di 180 aerei. Quello turco si chiama PEACE ONYX, in quattro fasi dal 1987 al 2011 per un totale di 270 aerei; quello israeliano PEACE MARBLE ed è il più grande ed è diviso in cinque fasi dal 1980 al 2009, per un totale di 362 aerei.
La Grecia, il più consistente compratore di F-16 dell'Unione europea, ha battezzato il programma PEACE XENIA, in 4 fasi, dal 1989 al 2010, per un totale di 170 aerei. La Polonia, uno dei programmi più recenti, ha chiamato il programma PEACE SKY dal 2006 al 2009, per un totale di 48 aerei.
Gli Emirati Arabi Uniti sono un caso eccezionale, visto che per diverse ragioni hanno rifiutato un contratto FMS e hanno stipulato un accordo commerciale diretto con il costruttore Lockheed Martin.

## Il nome PEACE CAESAR
Il contratto di leasing PEACE CAESAR specifico dell'Italia, non è avvenuto in seguito a un accordo commerciale diretto con i costruttori, ma come Foreign Military Sale.
La ragione del nome PEACE CAESAR sta, per la prima parte del nome, cioè Peace, nella classificazione americana relativa alle vendite di F-16. La seconda parte del nome, Caesar, identifica il paese acquirente, nel caso specifico l'Italia. Il Ministero della Difesa italiano ha comunque fornito, oltre al riferimento storico alla potenza militare romana nel nome CAESAR, un'interpretazione tecnica del nome, come acronimo inglese: Coalition AErial Surveillance And Recon.

## Cronologia di PEACE CAESAR
PEACE CAESAR consiste nel noleggio, misurato in cessione di ore di volo, di 34 F-16 ADF, che sono stati consegnati all'Aeronautica Militare nel 2003. I 34 F-16 appartengono allo stato americano, segnatamente alla Guardia Aerea Nazionale, erano stati costruiti negli anni settanta e inizio anni ottanta e non erano più in servizio attivo.
Il leasing al Ministero della Difesa italiano è del tipo Foreign Military Sale, cioè negoziato tra l'agenzia del Dipartimento della Difesa statunitense e la controparte italiana. Il costruttore Lockheed Martin è parte del contratto per l'aggiornamento e la manutenzione degli aerei e per gli offset, le partecipazioni industriali militari associate all'Italia come conseguenza di questo contratto. Il contratto di leasing, che implica l'intermediazione di una società finanziaria, pone dei problemi diversi da quelli di un semplice acquisto, primo fra tutti il fatto che nei leasing tradizionali il proprietario del bene (in questo caso un'arma o un sistema d'arma) è la società finanziaria. La modalità giuridica specifica del Peace Caesar non è però quella del leasing finanziario, ma quella del leasing operativo, dove il proprietario dell'arma non è la finanziaria, ma l'azienda costruttrice autorizzata e/o il Dipartimento della Difesa.
L'ordine italiano della locazione o leasing ha inizio formale il 15 marzo 2001 attraverso la lettera di accettazione italiana alla proposta negoziata con la DSCA.
La prima consegna degli F-16 ricondizionati dalla Lockheed Martin è del 2003. Il 28 giugno 2003 i primi tre F-16 (un F-16B ADF Block 10 e due F-16A ADF Block 15) arrivano in Sicilia e l'evento viene celebrato il 17 luglio con una cerimonia all'aeroporto militare di Trapani-Birgi, sede del 37º Stormo.
Gli F-16 sostituirono i Lockheed F-104 Starfighter mitigando gli effetti del ritardo della consegna degli Eurofighter Typhoon. Fino al 2009 sono stati operativi da Trapani-Birgi e dall'Aeroporto di Cervia-Pisignano, base del 5º stormo, sotto il coordinamento del Comando Operativo delle Forze Aeree (COFA), con sede la base di Poggio Renatico, in provincia di Ferrara.

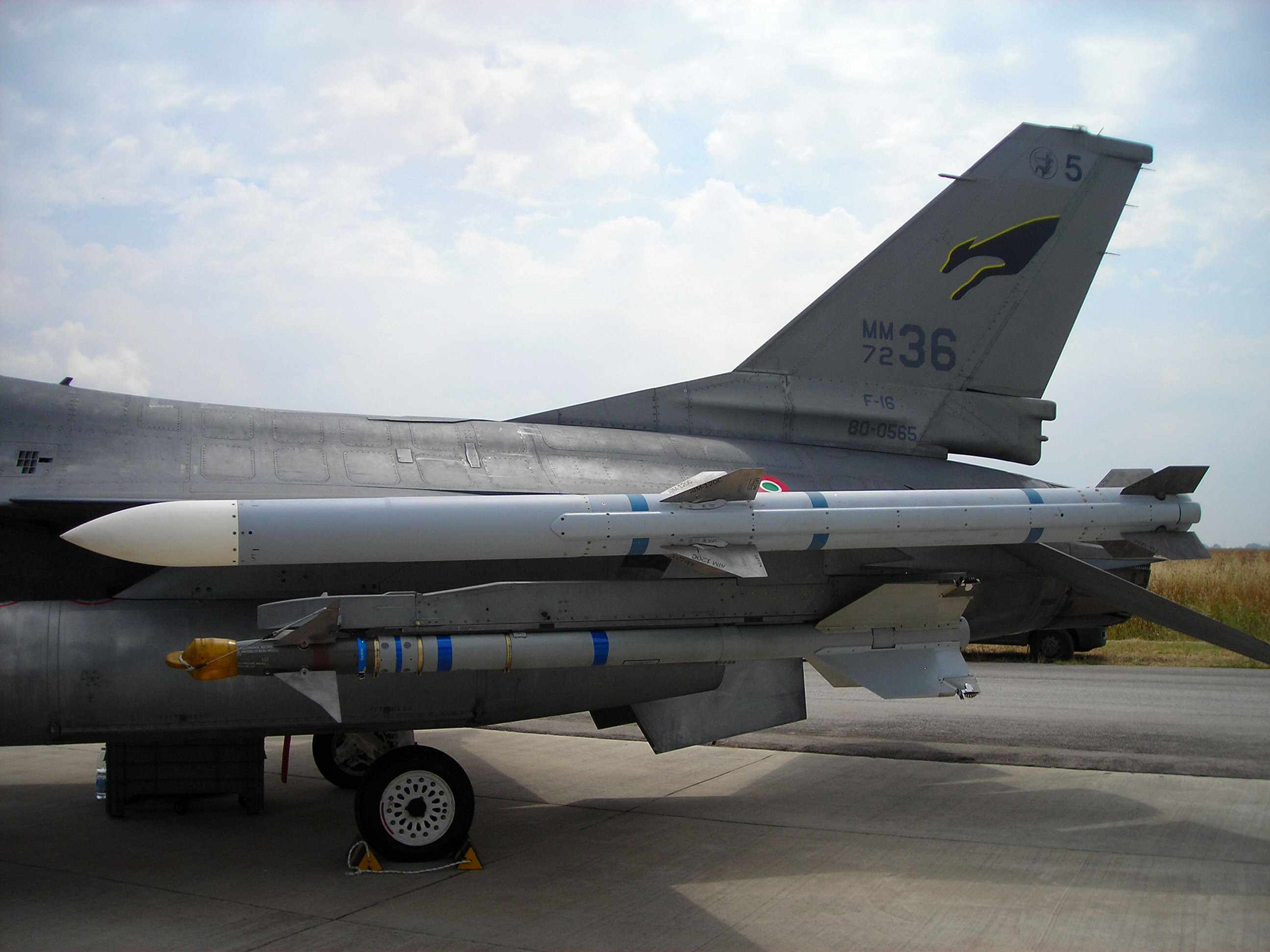
Dall'alto in basso, missili AIM-120 AMRAAM e AIM-9 Sidewinder su un F-16 coi colori dell'Aeronautica Militare

Poco dopo la scadenza del primo quinquennio, il contratto venne rinegoziato, sempre con la DCSA, e conseguentemente con la Lockeheed Martin e la Pratt & Whitney, il costruttore dei motori, all'inizio del 2009. Il totale delle ore preventivate con questa estensione era di 47.000 ore da volare entro il 2012.
Il raggiungimento delle 45 000 ore di volo avvenne nel giugno 2011, e lo stesso anno, il Ministero della Difesa, prolungando l'accordo, ha tenuto 14 F-16 ADF di base a Trapani-Birgi confermando come data di termine del contratto il mese di giugno del 2012.
L'addio degli F-16 è stato celebrato il 23 maggio 2012 nel corso di una cerimonia a Trapani presso la base del 37º Stormo dell'Aeronautica militare a cui erano affidati gli ultimi velivoli rimasti operativi. Dopo nove anni di servizio e oltre 48.000 ore di volo, gli F-16 utilizzati dall'Aeronautica Militare furono restituiti agli Stati Uniti, lasciando per i successivi decenni tutte le operazioni di difesa del territorio italiano e le partecipazioni in campo internazionale ad un'altra unica linea di volo costituita con il caccia Eurofighter.

## F-16 italiani
Gli F-16 ADF (Air Defense Fighter) sono stati progettati e costruiti dalla General Dynamics negli anni settanta. Sono lunghi 14,8m, hanno un'apertura alare di 9,8 m e sono alti 4,8 m. Sono dei velivoli monomotore dotati di un Pratt & Whitney F100-PW-200E da 12 150 kg di spinta e possono raggiungere la velocità massima di oltre Mach 2. Hanno un raggio operativo di 3900 km, ma sono dotati di sonda per rifornimento in volo ad asta rigida (standard USAF). Sono armati, a seconda della configurazione, con 2-4 missili aria-aria AIM-9L Sidewinder a guida infrarossa, 2-4 missili aria-aria AIM-120 AMRAAM a guida radar attiva, un cannone M61 Vulcan cal. 20 mm a sei canne rotanti.

### I motori

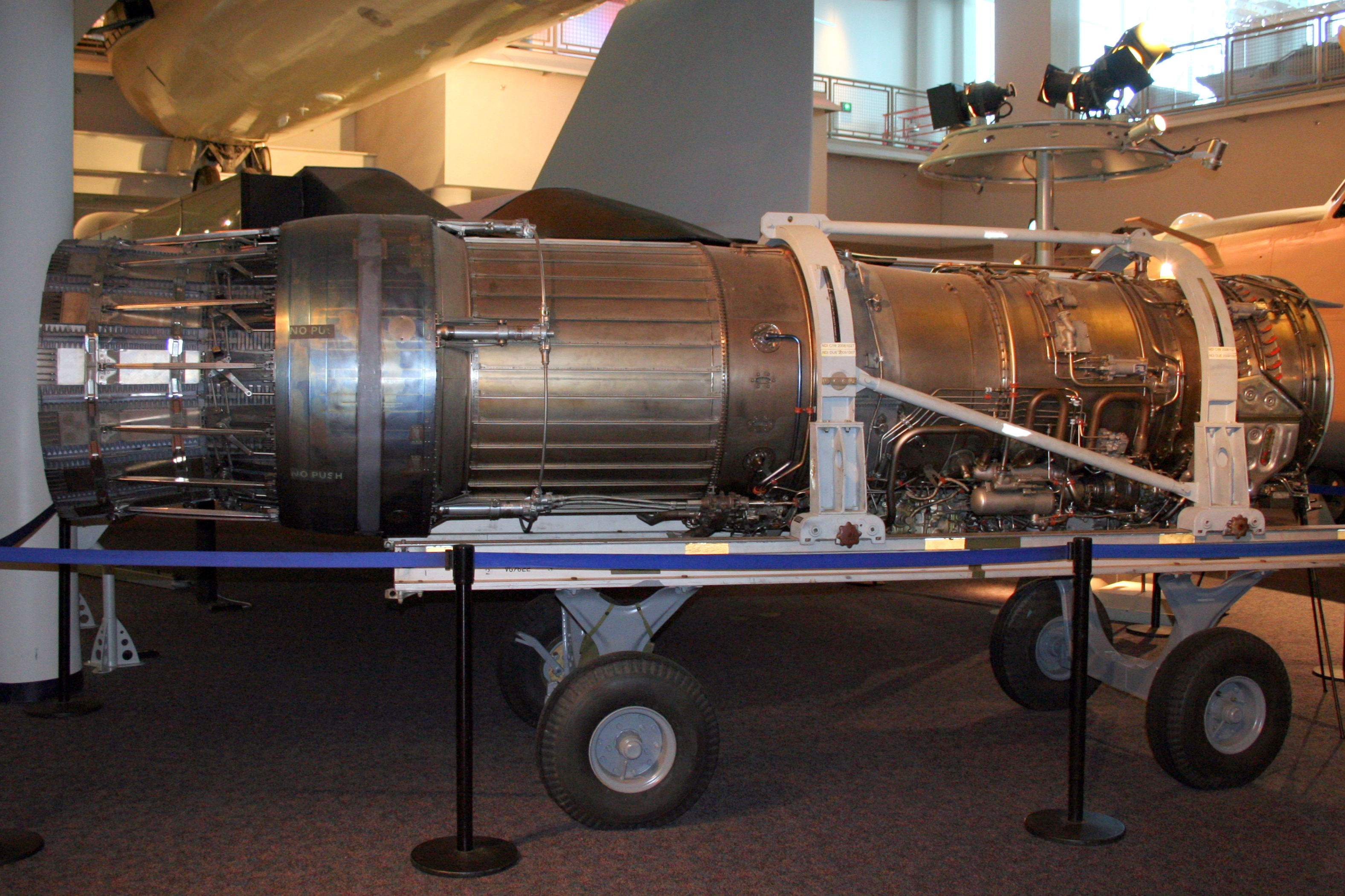
motore Pratt & Whitney F100-PW-100

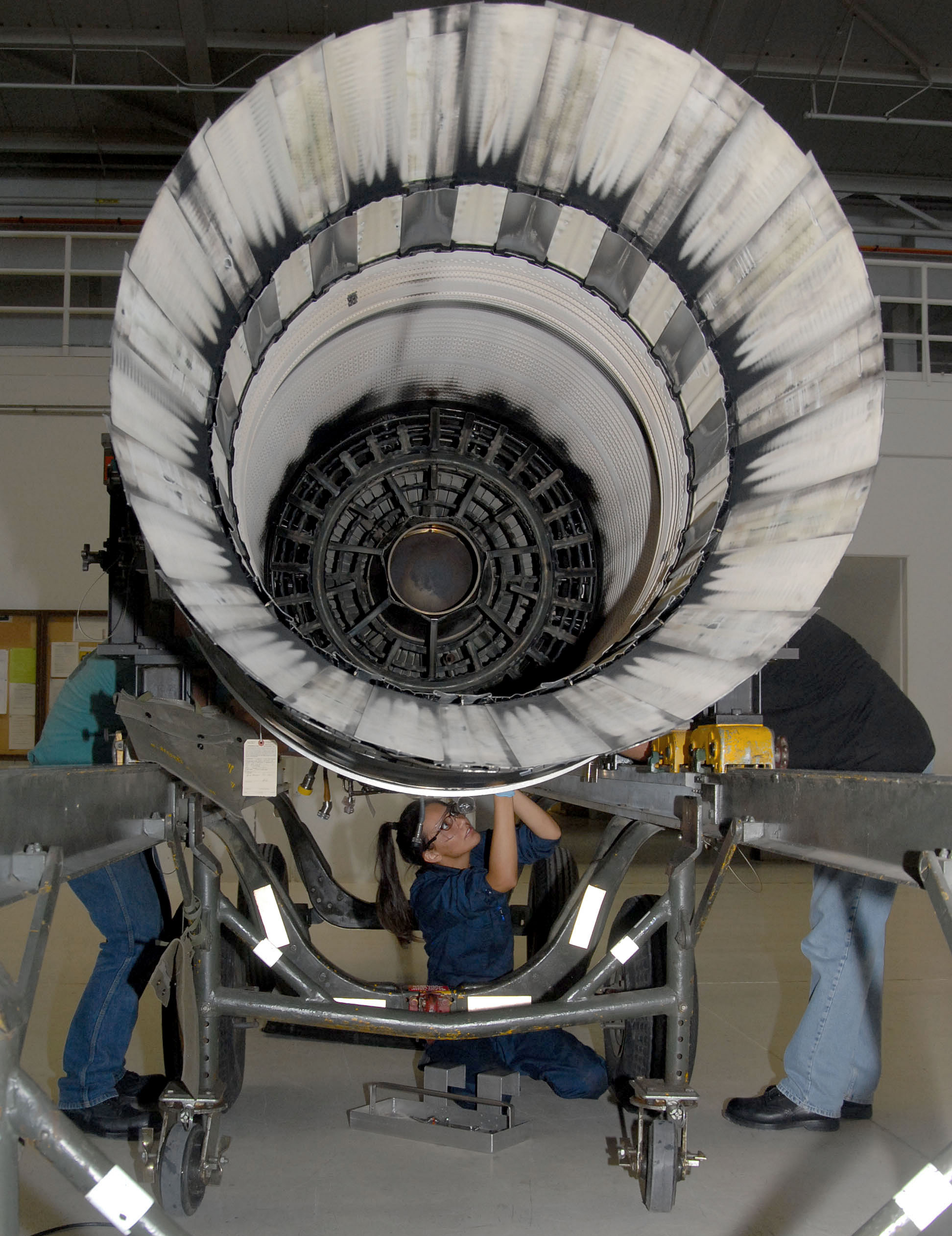
Pratt & Whitney F100-PW-220

In agosto del 2002 il Dipartimento della Difesa (in relazione alla vendita della Defense Security Cooperation Agency) assegna un contratto alla Pratt & Whitney per la riparazione, la revisione e l'aggiornamento di 40 motori F100PW200. L'aggiornamento porta i motori Pratt & Whitney a F100PW220. Il contratto assegnato è relativo alla FMS all'Italia di 38 F-16 viene eseguito a San Antonio (Texas). Il costo complessivo e a corpo è di $25,5 milioni, e la consegna di motori è completata per agosto del 2004.
I motori F100-PW-100 sono stati progettati nel 1968 per gli F-15 Eagle, mentre gli F-16 Falcon montano gli F100-PW-200. La versione F100-PW-220 è stata introdotta nel 1986 apportando miglioramenti in affidabilità e minore manutenzione tramite nuove tecnologie metallurgiche. I motori montati sugli F-16 ADF italiani in servizio risalgono agli anni '70 come progettazione e costruzione, mentre revisioni e manutenzioni sono eseguite tra il 2002 e 2004.

## Incidenti

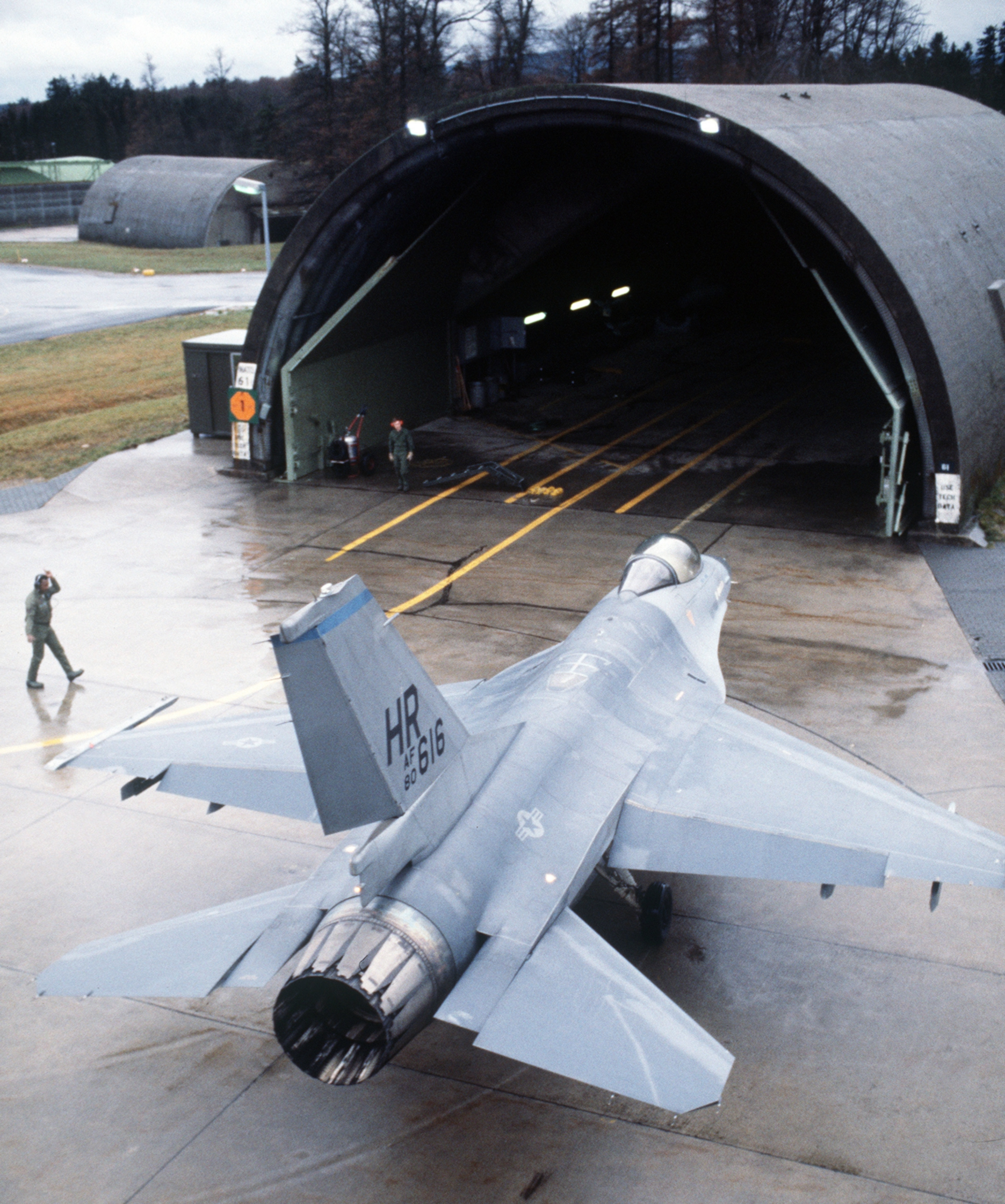
L'F-16A Block 15B s/n 80-0616 nel 1986 all'epoca del servizio con l'USAF. Ritirato dal servizio con gli Stati Uniti il 2 febbraio 1996, è stato consegnato all'Aeronautica Militare dove ha ricevuto la matricola MM7263. È uno dei due aerei precipitati dopo la collisione al largo della Sardegna del 22 maggio 2006. L'altro aereo era il s/n 82-1023, immatricolato MM7246.

Alcuni incidenti sono avvenuti durante il servizio di protezione dello spazio aereo italiano. Uno dei primi F-16 che doveva partecipare all'inaugurazione del programma Peace Caesar non è riuscito ad arrivare in Italia e ha dovuto effettuare un atterraggio di emergenza a North Bay in Canada, interrompendo così la traversata dell'Atlantico con scalo nelle Azzorre, a causa di problemi al motore.
Tra il 2003 e il 2010 6 o 7 degli F-16 ADF operativi in Italia sono precipitati.
- Il primo incidente avviene il 26 gennaio 2004. L'F-16 cade a 9 miglia da Trapani.[16]
- Il 22 maggio 2006 si scontrano due F-16; i piloti si lanciano a 5 miglia da Capo Ferrato, Sardegna.[2]
- Il 5 novembre 2007, in fase di decollo a Trapani, il motore di un F-16 viene danneggiato da un volatile. L'aereo precipita, mentre il pilota utilizza il seggiolino eiettabile, riportando lievi ferite.[17]
- L'11 febbraio 2008 un F-16 precipita vicino alle isole Egadi. Il pilota rimane ferito.[18]
- L'ultimo incidente in ordine cronologico ha luogo l'11 febbraio 2010: un F-16 precipita a cinque miglia da Cervia. Il pilota viene recuperato a 3 miglia da Cervia.[19]
- Un ulteriore incidente, ma di fatto il primo in ordine cronologico con la perdita di un F-16, viene riportato nella relazione della Corte dei Conti dell'11 giugno del 2004.[20]

## Costi e offset
Il costo del leasing, negoziato nel 2001, è di circa 777 milioni di dollari statunitensi (nel 2001 equivalente a circa 850 mil €). La cifra pagata dall'Italia è stata approssimativamente divisa al 50% tra Dipartimento della Difesa statunitense e la Lockheed Martin, oltre al costo iniziale di ricondizionamento dei motori di Pratt & Whitney. Il costo totale preventivato (2001-2010) era di 816 milioni di € per l'acquisto di 45.000 ore di volo a prezzo fisso, senza piloti e armamenti, ma l'andamento del cambio dollaro/euro nel corso dei dieci anni ha reso il Peace Caesar, negoziato in dollari, più favorevole del previsto per lo stato italiano. Al costo complessivo del programma vanno però aggiunti circa 33 milioni di € pagati nel 2004 dal Ministero della Difesa al Regno Unito per il recesso anticipato del leasing dei 24 Panavia Tornado ADV, che sono divenuti inutili dopo l'entrata in servizio degli F-16. Infine, ulteriori 2000 ore di volo equivalgono a circa 40 milioni di €.
In contropartite per la spesa italiana vi sono 150 milioni $ di offset indiretti e civili, gestiti da Lockheed Martin e da offset fulfillers.
I contratti di offset sono stati negoziati dal Ministero della Difesa in luglio del 2002 (denominati Industrial Return Agreements) con Lockheed Martin e Pratt & Whitney, dato che l'amministrazione americana dall'inizio degli anni '90 non può occuparsi di offset e li condanna tollerandoli come una questione tra azienda militare privata e stato acquirente. Per il Ministero della Difesa italiano, diversamente da quello statunitense, gli offset sono uno dei "punti forti" e decisivi nelle scelte dei fornitori di armamenti e sistemi d'arma.
I contratti di offset con Lockheed Martin, condizionati all'attivazione del Peace Caesar nel 2003, ricalcano nei tempi e nelle modalità il contratto principale con la DSCA, che  è stato negoziato su un pacchetto di 45 000 ore per 5 anni, più un'opzione per altri 5 anni.. Nel 2004 gli offset, approvati dal Ministero della Difesa, e implementati dalle due aziende private in Italia avevano un valore attuale (come stato di avanzamento sui 150 milioni complessivi) di circa 12 milioni di dollari, certificato dal Ministero della Difesa, che funge da autorità offset italiana.

## Termine
Il programma, prolungato a 47.800 ore di volo dalle iniziali 45.000, è terminato a maggio 2012 con la restituzione alla USAF degli ultimi F-16 rimasti in Italia, avvenuta il 23 maggio 2012.